# Liga a IV-a Buzău
Liga a IV-a Buzău este principala competiție fotbalistică din județul Buzău, organizată de Asociația Județeană de Fotbal (AJF) Buzău, situată în al patrulea eșalon al sistemului de ligi al fotbalului românesc.
Competiția este disputată de un număr variabil de echipe, în funcție de numărul echipelor retrogradate din Liga a III-a, al celor promovate din Liga a V-a Buzău, precum și al echipelor care se retrag sau se înscriu în competiție. Campioana poate sau nu să promoveze în Liga a III-a, în funcție de rezultatul barajului de promovare disputat împotriva campioanei dintr-o serie județeană vecină.

## Istoric
În 1968, în urma noii reorganizări administrative și teritoriale a țării, fiecare județ a înființat propriul campionat de fotbal, integrând echipele din fostele campionate regionale, precum și echipele care evoluau anterior în competițiile orășenești și raionale. Proaspăt înființatul Campionat Județean Buzău a fost pus sub autoritatea nou-înființatului Consiliu Județean pentru Educație Fizică și Sport (CJEFS) Buzău.
De atunci, organizarea și structura principalei competiții din Buzău, la fel ca și cele ale altor campionate județene, au suferit numeroase modificări. Între 1968 și 1992, competiția a fost cunoscută sub denumirea Campionatul Județean. În 1992 a fost redenumită Divizia C – Faza Județeană, din 1997 s-a numit Divizia D, iar din 2006 este cunoscută ca Liga a IV-a.

## Lista campioanelor

### Campionatul Regional Buzău
| Ed. | Sezon | Campioană             |
| --- | ----- | --------------------- |
| 1   | 1951  | Spartac Buzău         |
| 2   | 1952  | Spartac Râmnicu Sărat |

### Campionatul Județean Buzău
| Ed.                  | Sezon                | Campioană              |
| Campionatul Județean | Campionatul Județean | Campionatul Județean   |
| -------------------- | -------------------- | ---------------------- |
| 1                    | 1968–69              | Foresta Nehoiu         |
| 2                    | 1969–70              | Olimpia Râmnicu Sărat  |
| 3                    | 1970–71              | Chimia Buzău           |
| 4                    | 1971–72              | Industria Sârmei Buzău |
| 5                    | 1972–73              | Carpați Nehoiu         |
| 6                    | 1973–74              | Spartac Poșta Câlnau   |
| 7                    | 1974–75              | Carpați Nehoiu         |
| 8                    | 1975–76              | Recolta Săhăteni       |
| 9                    | 1976–77              | Petrolul Berca         |
| 10                   | 1977–78              | Carpați Nehoiu         |
| 11                   | 1978–79              | FNC Săhăteni           |
| 12                   | 1979–80              | Victoria Râmnicu Sărat |
| 13                   | 1980–81              | Chimia Buzău           |
| 14                   | 1981–82              | Metalul Buzău          |
| 15                   | 1982–83              | Petrolul Berca         |
| 16                   | 1983–84              | ASA Buzău              |
| 17                   | 1984–85              | Voința Râmnicu Sărat   |
| 18                   | 1985–86              | Locomotiva Buzău       |
| 19                   | 1986–87              | ASA Buzău              |
| 20                   | 1987–88              | Hidromatica Buzău      |
| 21                   | 1988–89              | Carpați Nehoiu         |
| 22                   | 1989–90              | Metalul Buzău          |
| 23                   | 1990–91              | Carpați Nehoiu         |
| 24                   | 1991–92              | Cristalul Buzău        |

| Ed.                        | Sezon                      | Campioană                  |
| Divizia C – Faza Județeană | Divizia C – Faza Județeană | Divizia C – Faza Județeană |
| -------------------------- | -------------------------- | -------------------------- |
| 25                         | 1992–93                    | Petrolul Berca             |
| 26                         | 1993–94                    | Chimia Buzău               |
| 27                         | 1994–95                    | Olimpia Râmnicu Sărat      |
| 28                         | 1995–96                    | Foresta Nehoiu             |
| 29                         | 1996–97                    | Olimpia Râmnicu Sărat      |
| Divizia D                  |                            |                            |
| 30                         | 1997–98                    | Hidroconcas Buzău          |
| 31                         | 1998–99                    | Hidroconcas Buzău          |
| 32                         | 1999–00                    | Aromet Poșta Câlnau        |
| 33                         | 2000–01                    | Aromet Poșta Câlnau        |
| 34                         | 2001–02                    | Turistul Pietroasa Haleș   |
| 35                         | 2002–03                    | Metalcord Buzău            |
| 36                         | 2003–04                    | Foresta Nehoiu             |
| 37                         | 2004–05                    | Hidro-Metalcord Buzău      |
| 38                         | 2005–06                    | Unirea Mărăcineni          |
| Liga a IV-a                |                            |                            |
| 39                         | 2006–07                    | Onix Râmnicu Sărat         |
| 40                         | 2007–08                    | Petrolul Berca             |
| 41                         | 2008–09                    | Partizanul Merei           |
| 42                         | 2009–10                    | Recolta Cislău             |
| 43                         | 2010–11                    | Luceafărul C.A. Rosetti    |
| 44                         | 2011–12                    | Unirea Stâlpu              |
| 45                         | 2012–13                    | Voința Lanurile            |
| 46                         | 2013–14                    | Locomotiva Viitorul Buzău  |

| Ed. | Sezon   | Campioană             |
| --- | ------- | --------------------- |
| 47  | 2014–15 | Olimpia Râmnicu Sărat |
| 48  | 2015–16 | Petrolul Berca        |
| 49  | 2016–17 | Metalul Buzău         |
| 50  | 2017–18 | SCM Gloria Buzău      |
| 51  | 2018–19 | Team Săgeata          |
| 52  | 2019–20 | CSM Râmnicu Sărat     |
| 53  | 2020–21 | Team Săgeata          |
| 54  | 2021–22 | Voința Limpeziș       |
| 55  | 2022–23 | Montana Pătârlagele   |
| 56  | 2023–24 | Voința Lanurile       |
| 57  | 2024–25 | Carpați Nehoiu        |